# Jörg Obermoser
Jörg Obermoser (* 19. Juni 1943; † 16. September 2020) war ein deutscher Autorennfahrer, Teambesitzer und Unternehmer.

## Karriere als Rennfahrer
Anfang der 1970er-Jahre startete Jörg Obermoser seine Rennfahrerkarriere auf einem BMW 2002 TI und später BMW 2800 CS im Tourenwagen-Motorsport. 1972 stieg er in die 2. Division der neu gegründeten Deutschen Rennsport-Meisterschaft (DRM) ein. In der ersten DRM-Saison fuhr er mit seinem Ford Escort RS 1600 direkt auf den 4. Gesamtplatz.
Seinen größten Motorsporterfolg feierte Obermoser 1974 in der DRM, als er sich mit einem BMW 2002 hinter Dieter Glemser die Vize-Meisterschaft sicherte.
Mit BMW-Rennwagen fuhr er die folgenden DRM-Saisons bis einschließlich 1977. Dort konnte er sich 1975 und 1976 jeweils auf einen 4. Rang in der Saison-Gesamtwertung platzieren.
Parallel fuhr er ab 1972 auch in der 2-Liter-Sportwagen-Europameisterschaft und einige Rennen der Sportwagen-Weltmeisterschaft und Interserie. Zunächst pilotierte er einen Lola T290, mit dem er beim Interserien-Rennen seinen ersten Sportwagen-Klassensieg erreichte. 1973 nach der Gründung seines eigenen Rennteams Jörg Obermoser Eurorace wechselte er auf einen GRD S73 BMW und konnte sich beim 300-km-Rennen auf dem Nürburgring der Interserie den Sieg der S2.5-Klasse sichern.
Ein Jahr später startete er mit einem eigenen entwickelten und aufgebauten Rennwagen TOJ SS02, der einen 2-Liter-Motor von BMW beinhaltete in Sportwagen-Rennen. 1975 konnte er mit einem TOJ SC03 in Brands Hatch seinen ersten Gesamtsieg bei einem 2-Liter-Sportwagen-Rennen feiern. Ein Jahr später fuhr er beim Interserien-Rennen in Mainz-Finthen mit einem TOJ SC304 Ford auf einen 1. Gesamtplatz.
1977 Konnte er mit seinen selbst entwickelten Rennwagen TOJ SC302 Ford und TOJ SC303 Ford in Kassel-Calden und auf dem Nürburgring zwei weitere Rennsiege in der Interserie für sich verzeichnen. Sie wurden auch von anderen Rennfahrern wie etwa Klaus Walz gefahren. Obermosers letztes Rennen mit dem TOJ-Rennwagen fuhr er 1978 beim Interserien-Rennen in Ulm. 1979 beendete er seine aktive Rennfahrerlaufbahn und widmete sich ausschließlich der Leitung seines Rennteams.

## Formel-2-Rennteam
Obermoser stieg mit seinem Team auch in der Formel 2 ein. Die Rennen mit den BMW-F201-Motoren ausgestatteten TOJ 201-Rennwagen fuhr er nicht selbst, sondern engagierte Nachwuchsfahrer wie Keke Rosberg, der später nach dem Wechsel 1978 in die Formel 1 dort 1982 Weltmeister wurde.
1980 zog sich Obermoser komplett aus dem Rennsportgeschäft zurück.
Er verkaufte originalgetreu nachgebaute und lackierte Modelle seiner zwischen 1972 und 1980 eingesetzten 2-Liter-Rennwagen.